# Jungingen, Zollernalbkreis
Jungingen är en kommun (tyska Gemeinde) i Zollernalbkreis i delstaten Baden-Württemberg i Tyskland. Folkmängden uppgår till cirka 1 400 invånare, på en yta av 9,33 kvadratkilometer.
Kommunen ingår i kommunalförbundet Hechingen tillsammans med staden Hechingen och kommunnen Rangendingen.

## Befolkningsutveckling
| Befolkningsutvecklingen i Jungingen 1975–2015 | Befolkningsutvecklingen i Jungingen 1975–2015 | Befolkningsutvecklingen i Jungingen 1975–2015 | Befolkningsutvecklingen i Jungingen 1975–2015 | Befolkningsutvecklingen i Jungingen 1975–2015 |
| --------------------------------------------- | --------------------------------------------- | --------------------------------------------- | --------------------------------------------- | --------------------------------------------- |
|                                               |                                               |                                               |                                               |                                               |
| År                                            |                                               |                                               | Folkmängd                                     | Areal (ha)                                    |
| 1975                                          | 1975                                          |                                               | 1 401                                         | 933                                           |
| 1980                                          | 1980                                          |                                               | 1 416                                         |                                               |
| 1985                                          | 1985                                          |                                               | 1 345                                         |                                               |
| 1990                                          | 1990                                          |                                               | 1 460                                         |                                               |
| 1995                                          | 1995                                          |                                               | 1 482                                         |                                               |
| 2000                                          | 2000                                          |                                               | 1 490                                         |                                               |
| 2005                                          | 2005                                          |                                               | 1 443                                         |                                               |
| 2010                                          | 2010                                          |                                               | 1 416                                         |                                               |
| 2015                                          | 2015                                          |                                               | 1 349                                         |                                               |
|                                               |                                               |                                               |                                               |                                               |